# Вессельски, Александр
Александр «Алекс» Вессельски (нем. Alexander «Alexx» Wesselsky) — немецкий музыкант; вокалист, фронтмен и автор текстов группы Eisbrecher, сооснователем и бессменным участником которой является с 2003 года (наряду с Noel Pix); создатель, вокалист и фронтмен коллектива Megaherz в 1993–2002 годах.

## Биография
Александр фон Вейганд родился в 1968 году в городе Аугсбург. С началом музыкальной карьеры его связало банальное желание «легче знакомиться с девушками». Любил выпить, из-за чего был не слишком силён в спорте.

### Предыстория карьеры
Началу музыкальной карьеры послужила покупка первой бас-гитары в 1985 году. Вскоре он становится участником крайне малоизвестной группы Silent Cry. Позже он перебирается в группу Dale Arden, была записана демо-кассета. С другой группой, Bad Hoven, Алекс добился более заметных успехов: победа на конкурсе «Rock Feuerwerk» в 1989 году и первая пластинка. Следующие три года Алекс прошёл через два коллектива: «порно-рок»-группа Used Underwear и собственный проект Алекса — Xanda, где упор делался на германоязычные тексты. В 1993 году Алекс решается на очередной музыкальный проект, который и станет делом следующих десяти лет.

### Megaherz
Алекс и четверо мюнхенских музыкантов основали проект Megaherz, в последующем имевший большой успех в Германии, и не только. В своё время у группы много раз менялся состав, первый состав группы распался, записав лишь демо-альбом, но официально Алекс покинул группу только 1 января 2003 года. Причиной послужила ссора на музыкальной почве — предпочтения Алекса к более электронному звучанию не согласовывались с предпочтениями Кристиана «X-TI» Байстрона: гитарист предпочитал, естественно, упор на превосходство электрогитары в музыке. Тем не менее, расставание прошло мирно. В июне 2005 года обе группы выступили вместе, что сразу же пустило ложный слух о слиянии двух групп. Позже Алекс и третий вокалист группы, Александр Вонхаас, совместно выступили с песней Miststück.

### Eisbrecher
Группа Eisbrecher возникла в 2002 году как дуэт вокалиста Алекса и гитариста-программиста Йохена Зайберта, известного как Noel Pix. Со временем количество участников растет, одни участники приходят, другие уходят. Группа развивается быстро, выпустив 9 альбомов за 19 лет существования. Группа с успехом проводит концерты в России, в частности, в столичных и петербургских клубах.

### Телевидение
Помимо своей музыкальной карьеры, Вессельски также вёл телешоу с 2006 года на немецком телеканале DMAX, где он выступал в качестве брокера с подержанными автомобилями для заявителя. Его экранный псевдоним для шоу — Der Checker («Проверяющий»). Как только он находит подходящий автомобиль в рамках бюджета заявителя, автомобиль ремонтируется и настраивается в мастерской соведущей Лины ван де Марс (Lina van de Mars), а затем передается новому владельцу. В 2009 году Вессельски вел реалити-шоу под названием Schrauber-Showdown. В мае 2010 года он появлялся на немецком телевидении в ток-шоу Kölner Treff.

## Дискография

### Megaherz
- Herzwerk (demo 1995; нем. Работа сердца)
- Wer bist Du? (1997; нем. Кто ты?)
- Kopfschuss (1998; нем. Выстрел в голову)
- Himmelfahrt (2000; нем. Вознесение/Прогулка по небесам)
- Herzwerk II (2002; нем. Работа сердца II)

### Eisbrecher
- Eisbrecher (2004; нем. Ледокол)
- Antikörper (2006; нем. Антитело)
- Sünde (2008; нем. Грех)
- Eiszeit (2010; нем. Ледниковый период)
- Die Hölle Muss Warten (2012; нем. Ад должен подождать)
- Schock (2015; нем. Шок)
- Sturmfahrt (2017; нем. Штормовой рейс)
- Schicksalsmelodien (2020; нем. Мелодия судьбы)
- Liebe Macht Monster (2021; нем. Любовь создает монстров)
- Kaltfront°! (2025; нем. Холодный фронт)